# Grzegorz Schönhoff
Grzegorz Schönhoff (ur. 1596 w Braniewie, zm. 18 stycznia 1667 w Warszawie) – jezuita, teolog, rektor Akademii Wileńskiej, teolog i kaznodzieja królewski, spowiednik królowej Cecylii Renaty Habsburżanki.

## Życiorys
8 sierpnia 1614 roku wstąpił do zakonu jezuitów w Wilnie. Studiował teologię i filozofię w Akademii Wileńskiej. W latach 1627–28 był profesorem Pisma św. i prefektem szkół w Nieświeżu. W latach 1628–30 prefektem teologii moralnej w Akademii Wileńskiej, w latach 1631-34 wykładał tam filozofię, w latach 1634-40 Pismo św. i teologię scholastyczną. W 1639 uzyskał stopień doktora filozofii.
Od 1640 roku był spowiednikiem królowej Polski Cecylii Renaty Habsburżanki. Po jej śmierci (1644) pozostał na dworze króla Władysława IV jako teolog królewski oraz wychowawca królewicza Zygmunta Wazy. Pozostawał również na dworze królewskim w służbie kolejnego władcy Jana II Kazimierza Wazy, ugruntowując silną pozycję jezuitów na dworze panującym. Brał udział w założeniu Kongregacji Niepokalanego Poczęcia (Sodalitas Immaculatae Conceptionis), utworzonej przy kościele jezuitów prowincji litewskiej w Warszawie za panowania Władysława IV.
Podczas ekumenicznego zjazdu katolików, luteran i kalwinistów w Toruniu na colloquium charitativum w 1645 roku w celu pogodzenia różnych wyznań był głównym kolokutorem. W latach 1650–53 sprawował funkcję rektora Akademii Wileńskiej, w l. 1658-62 był prowincjałem zgromadzenia. W 1649 roku był delegatem na IX i w 1661 na XI Kongregacji Generalnej w Rzymie, uczestnicząc w wyborze generała zgromadzenia. W rękopisach zachowały się jego wykłady z filozofii.